# 应用科学大学
应用技术大学（缩写：FH/FHS），也译应用科学大学。应用技术大学提供多样化的专业，包含工程科学，自然科学，社会科学，经济学，法律等。当前应用科学大学的专业设置正朝着多专业化的方向发展。应用科学大学相对普通大学的教学来说更注重学生的实践和专业能力而普通大學會較注重學術能力。而在科研和技术改进的的角度来说应用技术大学更加扮演了知识轉移、技术研習和信息转播的角色。應用科技大學提供企業與業界緊密合作，採用學校與企業緊密結合的雙元合作教育模式。應用科技大學學生擁有以實務為導向的特質，以及業界所需最新的專業領域知識，深受業界青睞，因此應用科技大學畢業生起薪薪資與普通大學畢業生相當，相對而言應用科技大學畢業生學術能力稍有不及但就業機會卻遠高於普通大學畢業生。

## 各地情況

### 德国
应用科学大学依德语直译为高等专科学校，是欧洲德语区的一种高校形式，在德国、奥地利、瑞士、列支敦士登、芬兰等国存在。
德国高校大致可分为大学（Universität）和高等专科学校（Fachhochschule）两类。两者相比，高等专科学校的教学强调结合实际，实行固定学期制。而大学的学科设置更加全面，目的以教学和科研、培养科学人才为主。有许多高等专科学校增设专业，更加综合化，为此德国教育界有人主张将Fachhochschule改名为Hochschule（高等学校，去掉意为专科的“Fach”），或者把“高等专科学校”（Fachhochschule）按英译（University of Applied Sciences）改为“应用科学大学”（Hochschule für angewandte Wissenschaft）。巴登符腾堡州在2005年通过法律，要求全州的Fachhochschule改名为Hochschule。这一举动引发了争议。有人认为，Hochschule不能授予博士学位，也几乎没有科研项目，原名Fachhochschule更能反映其办学特点，“高等学校”（Hochschule）之名过于宽泛。也有人指出，改名只是为了吸引生源而已。

#### 入学条件
由於德國是由各邦州自主教育，因此應用科技大學入學條件各略有不同。一般學生在高中生畢業後參加高中會考，依據成績高低申請就讀應用科技大學。一般而言，只要是高級職業學校畢業，或經同等學歷認證亦可申請就讀應用科技大學；此外也有針對在職者再進修，或沒有中等學歷畢業證明者，可依各邦州規定不同，另行通過不同管道入學。此外，為因應國際化需求，針對外國學生，只要在德國或本國國內取得相同或同等學歷證明，以及適當之德語能力證明者，均可申請入學。若是沒有同等學歷亦可參加檢定考試；通常會讓學生參加所謂的大學先修班（Studienkolleg）修業兩學期；語言能力部分則是需具有二級語言證明書（deutsche Sprachdiplom Stufe II）。

#### 学制
四至五年，少数情况下也有四年以下的。其中包括寒暑假期間實習或一至二個實習學期。相較一般大學，應用科技大學的課程安排比較精簡，學生修業年限比一般大學短。

#### 学位
以往的學制下，學生畢業後即可取得“应用科学大学文憑”（Diplom FH）。但現在為要適應國際市場的需要，在波隆那協議的規範下，許多應用科技大學已引進英美的學士以及碩士學位制度，應用科技大學的碩士畢業生可以在其他一般大學攻讀博士學位。

### 香港
於《2023年度香港行政長官施政報告》中提出發展香港成為國際專上教育樞紐，並推動成立應用科學大學。其後教育局委任香港學術及職業資歷評審局為顧問，訂立成為應用科學大學的條件，範疇涵蓋管治、管理、質素保證、學習環境及學生支援，以及業界合作和認受性。經評審局進行機構評審，香港都會大學於2024年3月21日獲教育局批准成為首間應用科學大學。聖方濟各大學於同年11月1日獲批准成為香港第二所應用科學大學。
2024年11月11日，香港政府宣布應用科學大學聯盟在教育局的推動下正式成立，其創會成員共有四所專上院校，其中香港都會大學和聖方濟各大學為正式成員，而東華學院和香港高等教育科技學院則為附屬成員。